# Mine d'El Salvador
La mine d'El Salvador est une mine à ciel ouvert et souterraine de cuivre située dans la province de Chañaral dans la région d'Atacama au Chili,. Elle appartient à Codelco,. Elle a ouvert en 1959 et elle appartenait alors à Anaconda Copper, avant d'être nationalisée en 1971.